# Großer Preis von Italien 2001
Der Große Preis von Italien 2001 (offiziell LXXII Gran Premio Campari d’Italia) fand am 16. September auf dem Autodromo Nazionale di Monza in Monza statt und war das 15. Rennen der Formel-1-Weltmeisterschaft 2001.

## Berichte

### Hintergrund
Nach dem Großen Preis von Ungarn stand Michael Schumacher bereits als Weltmeister fest. Nach dem Großen Preis von Belgien führte er in der Fahrerwertung uneinholbar mit 47 Punkten vor David Coulthard und mit 56 Punkten vor Rubens Barrichello. Ferrari war in der Konstrukteurswertung mit 71 Punkten vor McLaren-Mercedes und mit 93 Punkten vor Williams-BMW ebenfalls uneinholbar vorne.
Zwei Fahrer debütierten bei diesem Rennen. Tomáš Enge ersetzte den verletzten Luciano Burti für den Rest der Saison. Er war der erste tschechische Formel-1-Rennfahrer. Auch Tarso Marques wurde für den Rest der Saison ersetzt. Für ihn fuhr Alex Yoong, der erste malaysische Formel-1-Rennfahrer.
Aufgrund der Terroranschläge am 11. September 2001 in der Woche vor dem Rennen starteten einige Teams mit veränderten Lackierungen. Ferrari fuhr beispielsweise ohne Sponsorenaufkleber und hatten eine schwarzlackierte Nase. Die Motorabdeckungen der Jaguar R2 waren ebenfalls schwarz lackiert. Am Freitag wurde um 12 Uhr eine Schweigeminute eingelegt. Das erste freie Training, das zu dieser Zeit hätte stattfinden sollen, wurde vorverlegt.
Mit Michael Schumacher (dreimal), Heinz-Harald Frentzen und Coulthard (jeweils einmal) traten drei ehemaliger Sieger zu diesem Grand Prix an.

### Training

#### Freitagstraining
Im ersten freien Training fuhren die Williams-Piloten die schnellsten Zeiten, Ralf Schumacher war dabei schneller als Juan Pablo Montoya. Die drittschnellste Zeit fuhr Michael Schumacher.

#### Samstagstraining
Das zweite freie Training beendete Michael Schumacher mit der schnellsten Zeit vor Montoya und Jarno Trulli.

### Qualifying
Im Qualifying fuhr Montoya die schnellste Zeit und sicherte sich damit die Pole-Position vor den Ferrari-Piloten Barrichello und Michael Schumacher.

### Warm Up
Im Warm Up fuhr Michael Schumacher die schnellste Zeit vor den beiden Finnen Mika Häkkinen und Kimi Räikkönen.

### Rennen
In der Startaufstellung gab es zwei Fahrer, die technische Probleme an ihren Fahrzeugen hatten. Nick Heidfeld und Giancarlo Fisichella wurden noch vor dem Start zur Einführungsrunde in die Box geschoben und wechselten auf die Ersatzfahrzeuge, mit denen sie aus der Boxengasse starten mussten.
Alle Fahrer kamen gut von ihren Startpositionen weg. Montoya behauptete seine Führung vor Barrichello. Ralf Schumacher startete von Position vier gut und überholte Michael Schumacher, dem es aber in der ersten Runde gelang, wieder an seinem Bruder vorbeizukommen.
In der ersten Kurve kollidierte der sehr gut gestartete Jenson Button mit Trulli. Trulli drehte sich infolgedessen und nahm das Rennen am Ende des Feldes wieder auf. Da sein Fahrzeug jedoch zu stark beschädigt worden war, beendete er die erste Runde nicht. Button verlor den Frontflügel seines Wagens und ging am Ende der ersten Runde in die Box. Er musste in Runde fünf das Rennen mit einem Motorschaden ebenfalls vorzeitig beenden.
Nach der ersten Runde führte Montoya vor Barrichello, Michael und Ralf Schumacher, Coulthard und Pedro de la Rosa.
In den folgenden Runden setzten sich die ersten vier Fahrer vom Rest des Feldes ab. Montoya war dabei stets unter Druck von Barrichello. Für Coulthard war das Rennen nach sechs Runden zu Ende, sein McLaren erlitt einen Motorschaden. Wenig später verlor Ralf Schumacher den Anschluss zu den Führenden. In Runde neun überholte Barrichello schließlich Montoya und führte das Rennen an. Michael Schumacher setzte Montoya unter Druck, war allerdings nicht in der Lage, ihn zu überholen.
In Runde 15 hatte auch Eddie Irvine einen Motorschaden. Fünf Runden später beendete Häkkinen mit einem Getriebeschaden sein Rennen.
In Runde 19 kam Michael Schumacher zu seinem ersten Stopp an die Box und fuhr als Vierter zurück auf die Strecke. Eine Runde später kam auch Barrichello zu seinem ersten Boxenstopp, bei dem er durch Schwierigkeiten mit der Tankanlage Zeit verlor. Montoya übernahm dadurch wieder die Führung. Die Williams-Piloten blieben länger auf der Strecke und mussten nur einmal stoppen. Montoya ging in Runde 28 an die Box, Ralf Schumacher in Runde 40. Montoya blieb nach seinem Boxenstopp vor Ralf Schumacher, lag jedoch hinter Barrichello, der einen zweiten Stopp einlegen musste. Danach kam Barrichello auf Position drei zurück auf die Strecke. Sieben Runden vor Schluss gelang es ihm, Ralf Schumacher zu überholen.
Montoya blieb bis zum Schluss in Führung. Es war der erste Sieg in seiner Formel-1-Karriere und auch der erste Sieg eines Kolumbianers in der Formel-1-Weltmeisterschaft.
In der Fahrer- und Konstrukteurswertung blieben die ersten drei Positionen unverändert.

## Meldeliste
| Team                        | Nr. | Fahrer                | Chassis        | Motor                 | Reifen |
| --------------------------- | --- | --------------------- | -------------- | --------------------- | ------ |
| Scuderia Ferrari Marlboro   | 01  | Michael Schumacher    | Ferrari F2001  | Ferrari 3.0 V10       | B      |
| Scuderia Ferrari Marlboro   | 02  | Rubens Barrichello    | Ferrari F2001  | Ferrari 3.0 V10       | B      |
| West McLaren Mercedes       | 03  | Mika Häkkinen         | McLaren MP4-16 | Mercedes-Benz 3.0 V10 | B      |
| West McLaren Mercedes       | 04  | David Coulthard       | McLaren MP4-16 | Mercedes-Benz 3.0 V10 | B      |
| BMW WilliamsF1 Team         | 05  | Ralf Schumacher       | Williams FW23  | BMW 3.0 V10           | M      |
| BMW WilliamsF1 Team         | 06  | Juan Pablo Montoya    | Williams FW23  | BMW 3.0 V10           | M      |
| Mild Seven Benetton Renault | 07  | Giancarlo Fisichella  | Benetton B201  | Renault 3.0 V10       | M      |
| Mild Seven Benetton Renault | 08  | Jenson Button         | Benetton B201  | Renault 3.0 V10       | M      |
| Lucky Strike BAR Honda      | 09  | Olivier Panis         | BAR 003        | Honda 3.0 V10         | B      |
| Lucky Strike BAR Honda      | 10  | Jacques Villeneuve    | BAR 003        | Honda 3.0 V10         | B      |
| B&H Jordan Honda            | 11  | Jarno Trulli          | Jordan EJ11    | Honda 3.0 V10         | B      |
| B&H Jordan Honda            | 12  | Jean Alesi            | Jordan EJ11    | Honda 3.0 V10         | B      |
| Orange Arrows Asiatech      | 14  | Jos Verstappen        | Arrows A22     | Asiatech 3.0 V10      | B      |
| Orange Arrows Asiatech      | 15  | Enrique Bernoldi      | Arrows A22     | Asiatech 3.0 V10      | B      |
| Red Bull Sauber Petronas    | 16  | Nick Heidfeld         | Sauber C20     | Petronas 3.0 V10      | B      |
| Red Bull Sauber Petronas    | 17  | Kimi Räikkönen        | Sauber C20     | Petronas 3.0 V10      | B      |
| Jaguar Racing               | 18  | Eddie Irvine          | Jaguar R2      | Ford Cosworth 3.0 V10 | M      |
| Jaguar Racing               | 19  | Pedro de la Rosa      | Jaguar R2      | Ford Cosworth 3.0 V10 | M      |
| European Minardi F1         | 20  | Alex Yoong            | Minardi PS01   | European 3.0 V10      | M      |
| European Minardi F1         | 21  | Fernando Alonso       | Minardi PS01   | European 3.0 V10      | M      |
| Prost Acer                  | 22  | Heinz-Harald Frentzen | Prost AP04     | Acer 3.0 V10          | M      |
| Prost Acer                  | 23  | Tomáš Enge            | Prost AP04     | Acer 3.0 V10          | M      |

## Klassifikationen

### Qualifying
| Pos.                                                                   | Fahrer                | Konstrukteur     | Zeit     | Start |
| ---------------------------------------------------------------------- | --------------------- | ---------------- | -------- | ----- |
| 01                                                                     | Juan Pablo Montoya    | Williams-BMW     | 1:22,216 | 01    |
| 02                                                                     | Rubens Barrichello    | Ferrari          | 1:22,528 | 02    |
| 03                                                                     | Michael Schumacher    | Ferrari          | 1:22,624 | 03    |
| 04                                                                     | Ralf Schumacher       | Williams-BMW     | 1:22,841 | 04    |
| 05                                                                     | Jarno Trulli          | Jordan-Honda     | 1:23,126 | 05    |
| 06                                                                     | David Coulthard       | McLaren-Mercedes | 1:23,148 | 06    |
| 07                                                                     | Mika Häkkinen         | McLaren-Mercedes | 1:23,394 | 07    |
| 08                                                                     | Nick Heidfeld         | Sauber-Petronas  | 1:23,417 | 08    |
| 09                                                                     | Kimi Räikkönen        | Sauber-Petronas  | 1:23,595 | 09    |
| 10                                                                     | Pedro de la Rosa      | Jaguar-Cosworth  | 1:23,693 | 10    |
| 11                                                                     | Jenson Button         | Benetton-Renault | 1:23,892 | 11    |
| 12                                                                     | Heinz-Harald Frentzen | Prost-Acer       | 1:23,943 | 12    |
| 13                                                                     | Eddie Irvine          | Jaguar-Cosworth  | 1:24,031 | 13    |
| 14                                                                     | Giancarlo Fisichella  | Benetton-Renault | 1:24,090 | 14    |
| 15                                                                     | Jacques Villeneuve    | BAR-Honda        | 1:24,164 | 15    |
| 16                                                                     | Jean Alesi            | Jordan-Honda     | 1:24,198 | 16    |
| 17                                                                     | Olivier Panis         | BAR-Honda        | 1:24,677 | 17    |
| 18                                                                     | Enrique Bernoldi      | Arrows-Asiatech  | 1:25,444 | 18    |
| 19                                                                     | Jos Verstappen        | Arrows-Asiatech  | 1:25,511 | 19    |
| 20                                                                     | Tomáš Enge            | Prost-Acer       | 1:26,039 | 20    |
| 21                                                                     | Fernando Alonso       | Minardi-European | 1:26,218 | 21    |
| 22                                                                     | Alex Yoong            | Minardi-European | 1:27,463 | 22    |
| 107-Prozent-Zeit: 1:27,971 min (bezogen auf Bestzeit von 1:22,216 min) |                       |                  |          |       |

### Rennen
| Pos. | Fahrer                | Konstrukteur     | Runden | Stopps | Zeit        | Start | Schnellste Runde |
| ---- | --------------------- | ---------------- | ------ | ------ | ----------- | ----- | ---------------- |
| 01   | Juan Pablo Montoya    | Williams-BMW     | 53     | 1      | 1:16:58,493 | 01    | 1:25,657 (52.)   |
| 02   | Rubens Barrichello    | Ferrari          | 53     | 2      | + 5,175     | 02    | 1:25,221 (39.)   |
| 03   | Ralf Schumacher       | Williams-BMW     | 53     | 1      | + 17,335    | 04    | 1:25,073 (39.)   |
| 04   | Michael Schumacher    | Ferrari          | 53     | 2      | + 24,991    | 03    | 1:25,525 (52.)   |
| 05   | Pedro de la Rosa      | Jaguar-Cosworth  | 53     | 1      | + 1:14,984  | 10    | 1:26,381 (34.)   |
| 06   | Jacques Villeneuve    | BAR-Honda        | 53     | 1      | + 1:22,469  | 15    | 1:26,657 (31.)   |
| 07   | Kimi Räikkönen        | Sauber-Petronas  | 53     | 1      | + 1:23,107  | 09    | 1:26,656 (51.)   |
| 08   | Jean Alesi            | Jordan-Honda     | 52     | 2      | + 1 Runde   | 16    | 1:26,365 (28.)   |
| 09   | Olivier Panis         | BAR-Honda        | 52     | 1      | + 1 Runde   | 17    | 1:26,386 (31.)   |
| 10   | Giancarlo Fisichella  | Benetton-Renault | 52     | 1      | + 1 Runde   | 14    | 1:27,283 (29.)   |
| 11   | Nick Heidfeld         | Sauber-Petronas  | 52     | 1      | + 1 Runde   | 08    | 1:26,825 (52.)   |
| 12   | Tomáš Enge            | Prost-Acer       | 52     | 1      | + 1 Runde   | 20    | 1:27,643 (52.)   |
| 13   | Fernando Alonso       | Minardi-European | 51     | 2      | + 2 Runden  | 21    | 1:27,709 (50.)   |
| –    | Enrique Bernoldi      | Arrows-Asiatech  | 46     | 1      | DNF         | 18    | 1:28,578 (24.)   |
| –    | Alex Yoong            | Minardi-European | 44     | 1      | DNF         | 22    | 1:30,605 (21.)   |
| –    | Heinz-Harald Frentzen | Prost-Acer       | 28     | 0      | DNF         | 12    | 1:27,394 (28.)   |
| –    | Jos Verstappen        | Arrows-Asiatech  | 25     | 1      | DNF         | 19    | 1:27,945 (22.)   |
| –    | Mika Häkkinen         | McLaren-Mercedes | 19     | 0      | DNF         | 07    | 1:27,627 (15.)   |
| –    | Eddie Irvine          | Jaguar-Cosworth  | 14     | 0      | DNF         | 13    | 1:29,262 (02.)   |
| –    | David Coulthard       | McLaren-Mercedes | 6      | 0      | DNF         | 06    | 1:27,323 (04.)   |
| –    | Jenson Button         | Benetton-Renault | 4      | 1      | DNF         | 11    | 1:28,268 (04.)   |
| –    | Jarno Trulli          | Jordan-Honda     | 0      | 0      | DNF         | 05    | –                |

## WM-Stände nach dem Rennen
Die ersten sechs des Rennens bekamen 10, 6, 4, 3, 2 bzw. 1 Punkt(e).

### Fahrerwertung
| Pos. | Fahrer                | Konstrukteur              | Punkte |
| ---- | --------------------- | ------------------------- | ------ |
| 01   | Michael Schumacher    | Ferrari                   | 107    |
| 02   | David Coulthard       | McLaren-Mercedes          | 57     |
| 03   | Rubens Barrichello    | Ferrari                   | 54     |
| 04   | Ralf Schumacher       | Williams-BMW              | 48     |
| 05   | Juan Pablo Montoya    | Williams-BMW              | 25     |
| 06   | Mika Häkkinen         | McLaren-Mercedes          | 24     |
| 07   | Jacques Villeneuve    | BAR-Honda                 | 12     |
| 08   | Nick Heidfeld         | Sauber-Petronas           | 11     |
| 09   | Kimi Räikkönen        | Sauber-Petronas           | 9      |
| 10   | Jarno Trulli          | Jordan-Honda              | 9      |
| 11   | Giancarlo Fisichella  | Benetton-Renault          | 8      |
| 12   | Heinz-Harald Frentzen | Jordan-Honda / Prost-Acer | 6      |
| 13   | Olivier Panis         | BAR-Honda                 | 5      |

| Pos. | Fahrer           | Konstrukteur                 | Punkte |
| ---- | ---------------- | ---------------------------- | ------ |
| 14   | Jean Alesi       | Prost-Acer / Jordan-Honda    | 5      |
| 15   | Eddie Irvine     | Jaguar-Cosworth              | 4      |
| 16   | Pedro de la Rosa | Jaguar-Cosworth              | 3      |
| 17   | Jenson Button    | Benetton-Renault             | 2      |
| 18   | Jos Verstappen   | Arrows-Asiatech              | 1      |
| 19   | Ricardo Zonta    | Jordan-Honda                 | 0      |
| 20   | Luciano Burti    | Jaguar-Cosworth / Prost-Acer | 0      |
| 21   | Enrique Bernoldi | Arrows-Asiatech              | 0      |
| 22   | Tarso Marques    | Minardi-European             | 0      |
| 23   | Fernando Alonso  | Minardi-European             | 0      |
| 24   | Gastón Mazzacane | Prost-Acer                   | 0      |
| 25   | Tomáš Enge       | Prost-Acer                   | 0      |
| –    | Alex Yoong       | Minardi-European             | 0      |

### Konstrukteurswertung
| Pos. | Konstrukteur     | Punkte |
| ---- | ---------------- | ------ |
| 01   | Ferrari          | 161    |
| 02   | McLaren-Mercedes | 81     |
| 03   | Williams-BMW     | 73     |
| 04   | Sauber-Petronas  | 20     |
| 05   | BAR-Honda        | 17     |
| 06   | Jordan-Honda     | 16     |

| Pos. | Konstrukteur     | Punkte |
| ---- | ---------------- | ------ |
| 07   | Benetton-Renault | 10     |
| 08   | Jaguar-Cosworth  | 7      |
| 09   | Prost-Acer       | 4      |
| 10   | Arrows-Asiatech  | 1      |
| 11   | Minardi-European | 0      |